# Собор Петра Митрополита (Высоко-Петровский монастырь)
Собор святителя Петра, митрополита Московского — православный храм в Тверском районе исторического центра Москвы, собор Высоко-Петровского монастыря. Первый в русском зодчестве пример центрического «многолепесткового храма».

## История
Изначально на месте собора находилась деревянная церковь во имя апостолов Петра и Павла. После смерти и канонизации митрополита Петра храм в 1339 году переосвятили в его честь.
Архимандрит Григорий пишет: «В 1505 году великий князь Василий Иоаннович в честь московского святителя и чудотворца „со многим желанием и верою“ повелел заложить в монастыре каменную церковь во имя святителя Петра». Во второй Софийской и Воскресенской летописях под 1514 годом значится: «тоя же весны благоверный и христолюбивый князь великий Василий Иванович всеа Руси с многы желанием и верою повеле заложити и делати церкви каменныа и кирпичныа на Москве:… да за Неглимною церковь святый Петр Чудовторец митрополит всеа Руси… а всем тем церквам был мастер Алевиз Фрязин…».

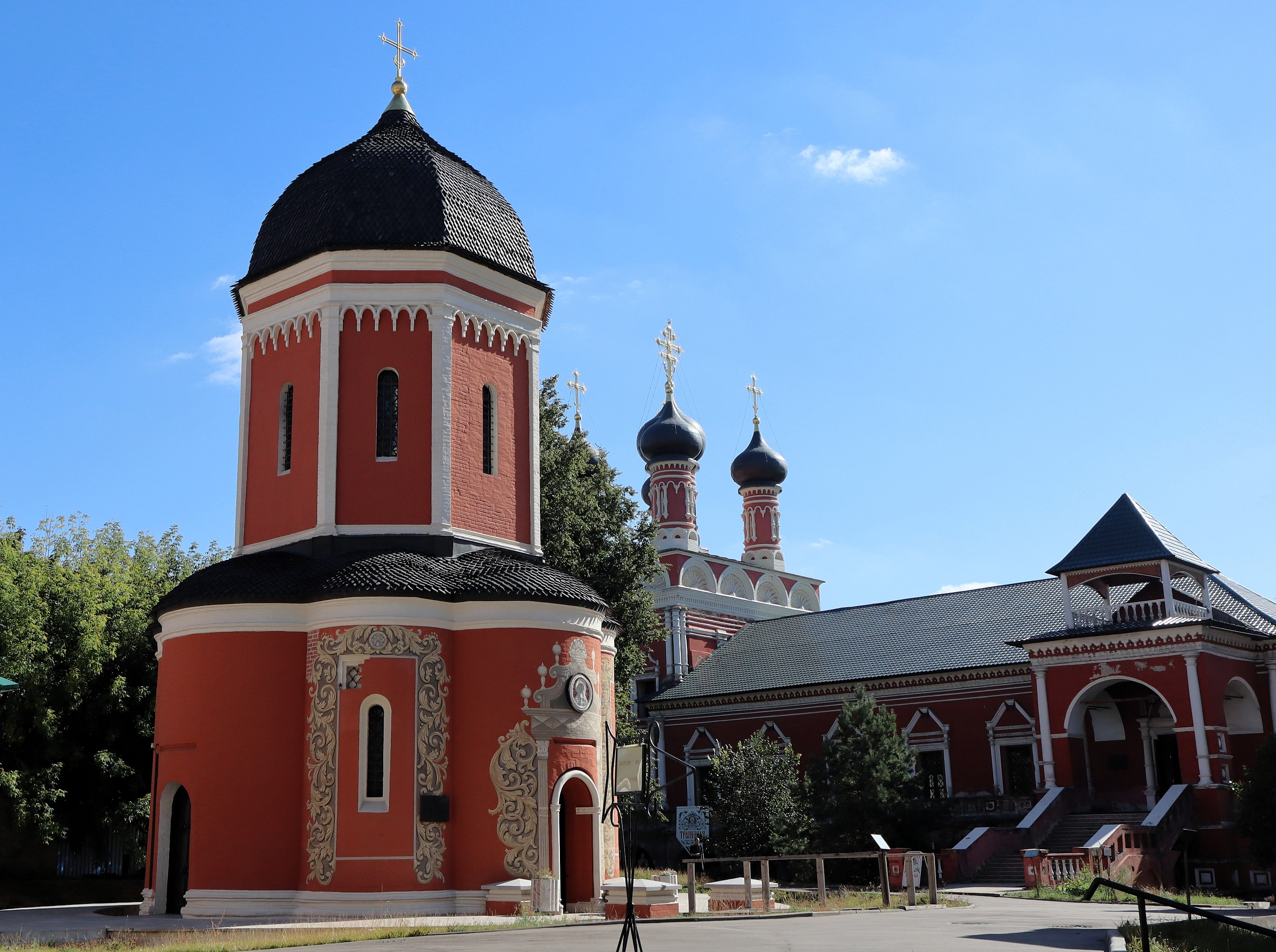
Собор в 2022 году

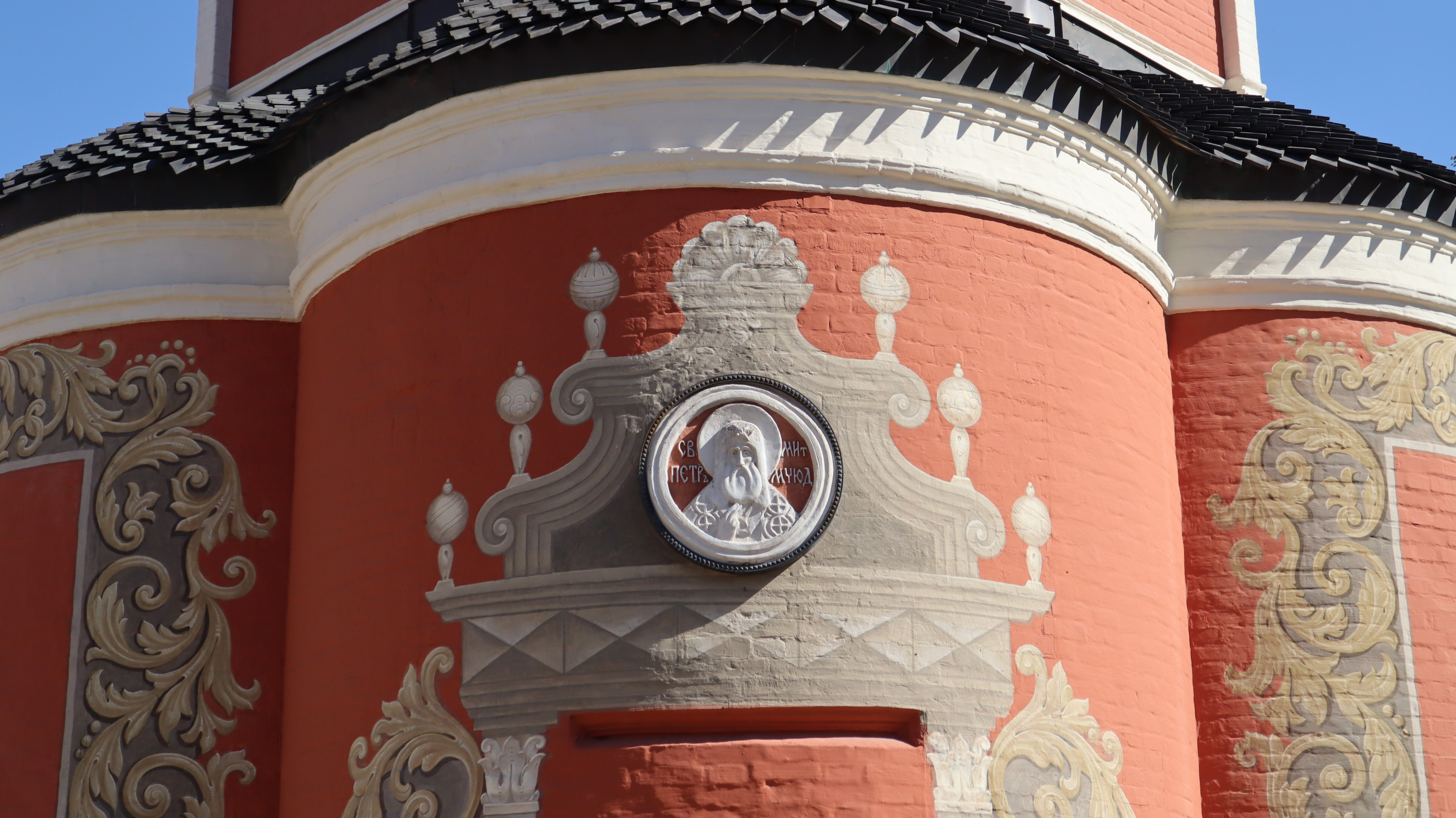
Собор вблизи, 2022

В 1514—1517 годах деревянный храм был перестроен в камне итальянским архитектором из Милана Алевизом Новым (Алоизием Ламберти да Монтаньяна)
В 1690 году собор, вероятно частично, был перестроен Нарышкиными в стиле московского барокко Узкие окна растесали, плоскость стен украсили живописными наличниками и нарядными порталами, храм окружили низкой галерей с арками. Шестиярусный резной украшенный архитектурными деталями золоченый красным золотом иконостас храма был в работе мастеров Оружейной палаты, в период с июля 1690 по
конец июня 1691 г. Освящение храма было совершено в присутствии царей Петра и Ивана Алексеевичей. План перестроенного храма, вероятно, послужил образцом для создателей церкви Знамения в Перове и Знаменской церкви в Дубровицах
В 1920-е годы вместе с монастырём собор был закрыт. Его пышный иконостас сохранялся в нём до начала 1940-х годов. До 1980-х годов собор использовался как склад Дирекции художественных фондов Министерства культуры РСФСР.
В 1984 году собор был восстановлен в формах архитектуры XVI века архитектором Б. П. Дедушенко во время реставрации комплекса монастыря.
В середине 1990-х годов собор был возвращён церкви и передан Патриаршему подворью Высоко-Петровского монастыря. Для храма создали новый иконостас и выполнили фресковую роспись в соответствии с современными представлениями о росписях древнерусских храмов. 3 января 1998 года состоялось новое освящение храма. В 2010-е прошла очередная реставрация монастырского комплекса. В 2018 году собор принял нынешний вид.

## Архитектура
Собор построен в виде восьмигранной башни, увенчанной шлемовидной главой, которая возвышается над восьмилепестковым нижним ярусом. Иногда ошибочно классифицируется как «восьмерик на четверике». Храм относится к бесстолпному типу, но его план необычен, он основан на четырёх полукруглых апсидных выступах, усложнённых дополнительными выступами, вместе с которыми образуется «восьмилепестковая» структура, близкая квадрифолию. Всё это относит постройку к центрическим храмам, но не к шатровым, распространённым на Руси, а к типу октогона, ближайшие прототипы которых имеются в классической архитектуре Италии. Однако существует мнение (подобное дискуссии о происхождении древнерусских шатровых построек), что «при ренессансном типе плана церковь Петра Митрополита непосредственно восходит не к центрическим храмам начала XVI в., созданным, в частности, Донато Браманте в Италии, а к средневековым октогональным баптистериям» .
Переделки собора в конце XVII века не затронули его «восьмилепестковый» план и только сблизили храм с так называемым голицынским барокко конца XVII и начала XVIII веков. 
В 1684—1688 годах в подмосковном селе Петровское-Дурнево, имении Прозоровских, родственников Голицыных, была построена по проекту князя Василия Голицына ("Великого Голицына") Успенская церковь с похожим двенадцати-лепестковым планом в виде «голгофского креста» как и у будущей церкви в Дубровицах. Церковь стала прообразом многочисленных подобных церквей московского барокко, начиная с церкви Индийского царевича Иосафа в Измайлово

## Галерея

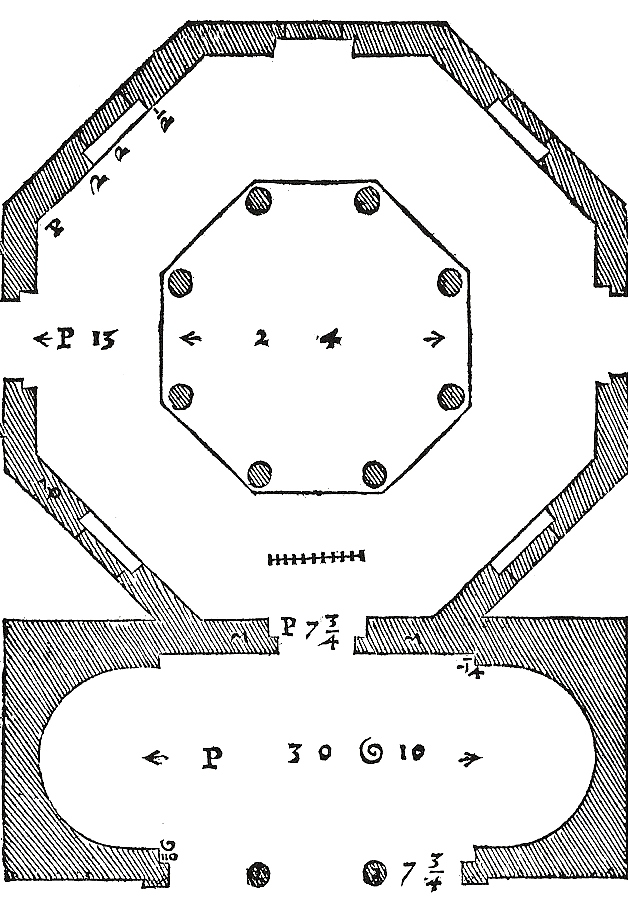
Латеранский баптистерий времён императора Константина. План. Реконструкция А. Палладио
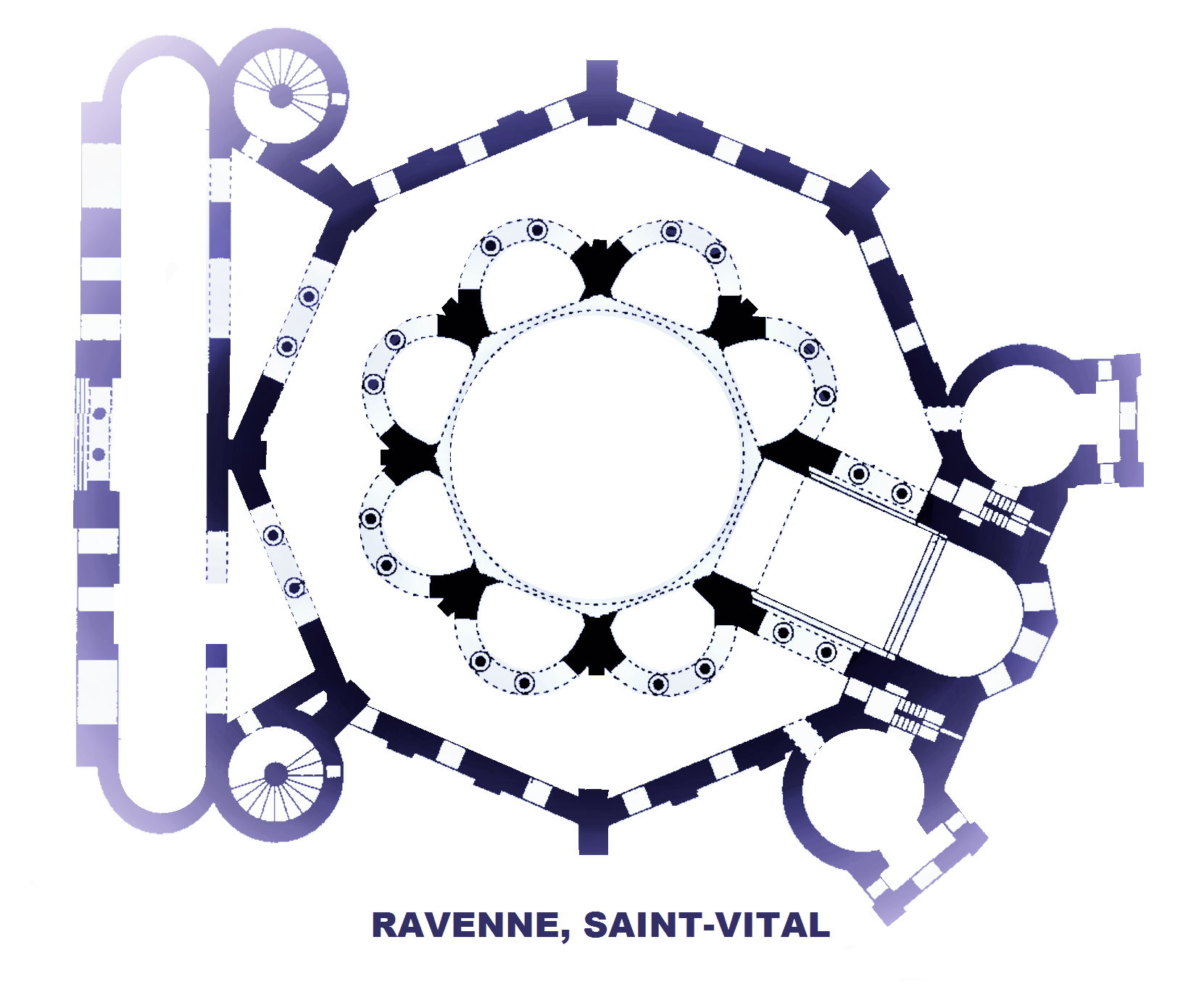
Церковь Сан-Витале в Равенне. План. 527
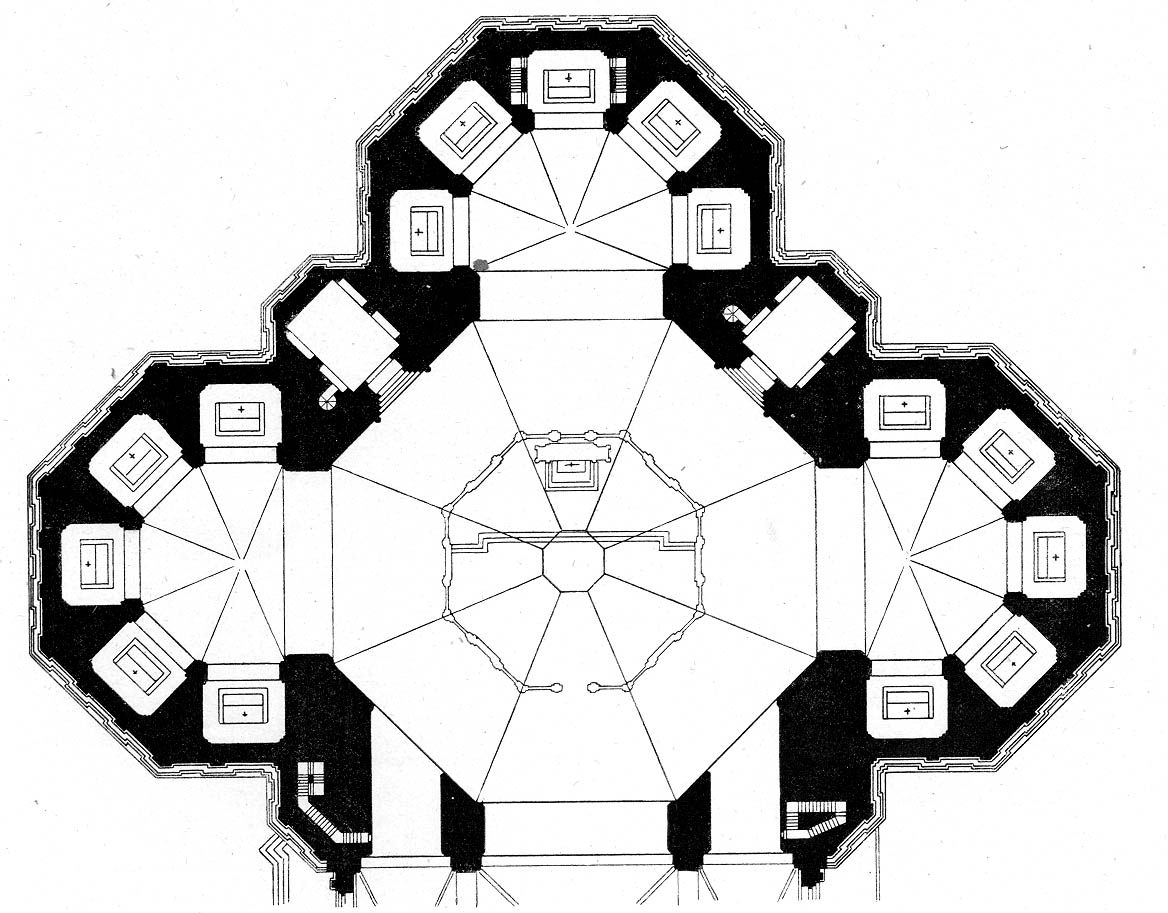
План средокрестия собора Санта-Мария-дель-Фьоре во Флоренции. 1420—1436. Проект Ф. Брунеллески
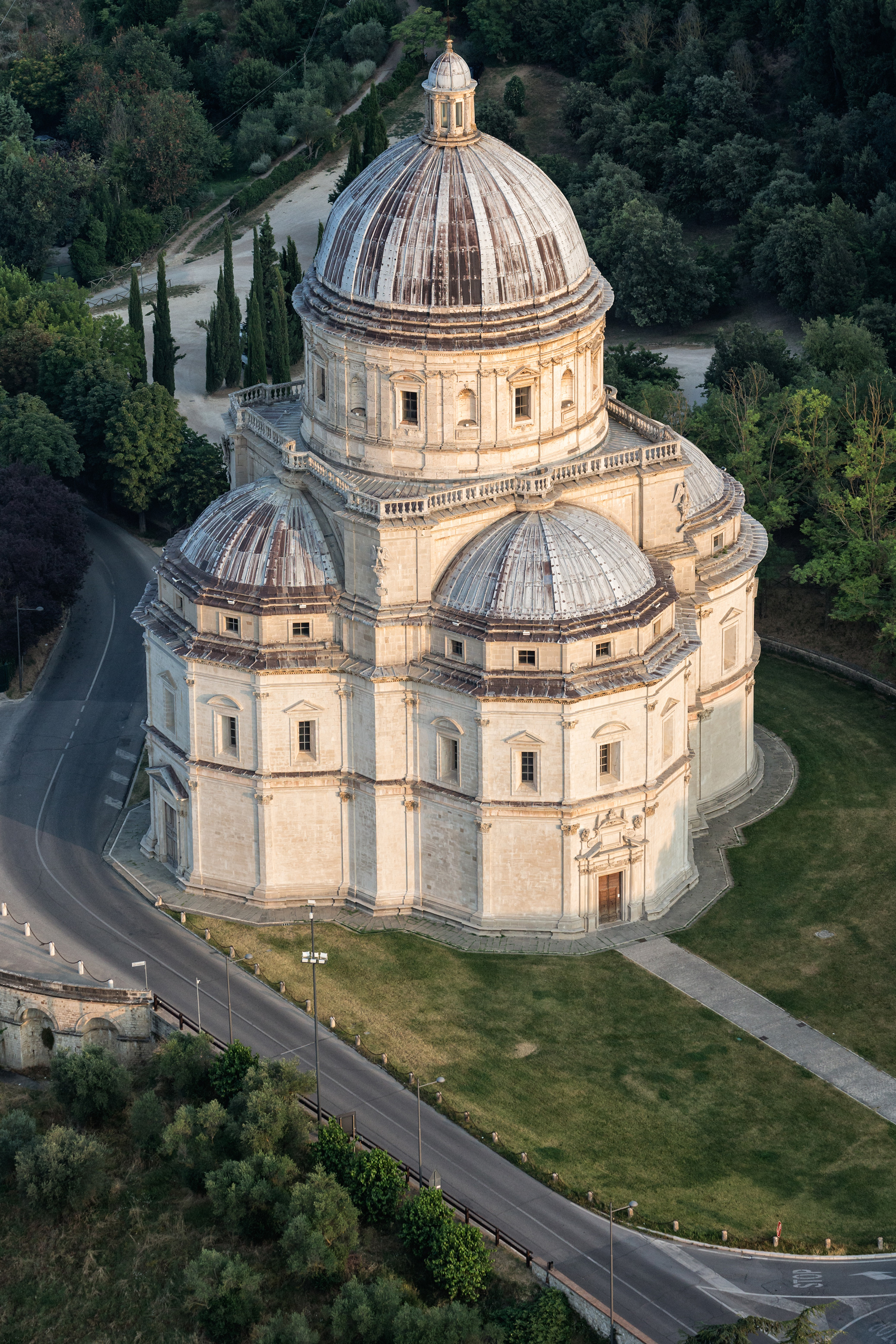
Церковь Санта-Мария делла Консолационе в Тоди (Умбрия), Италия. 1508—1587
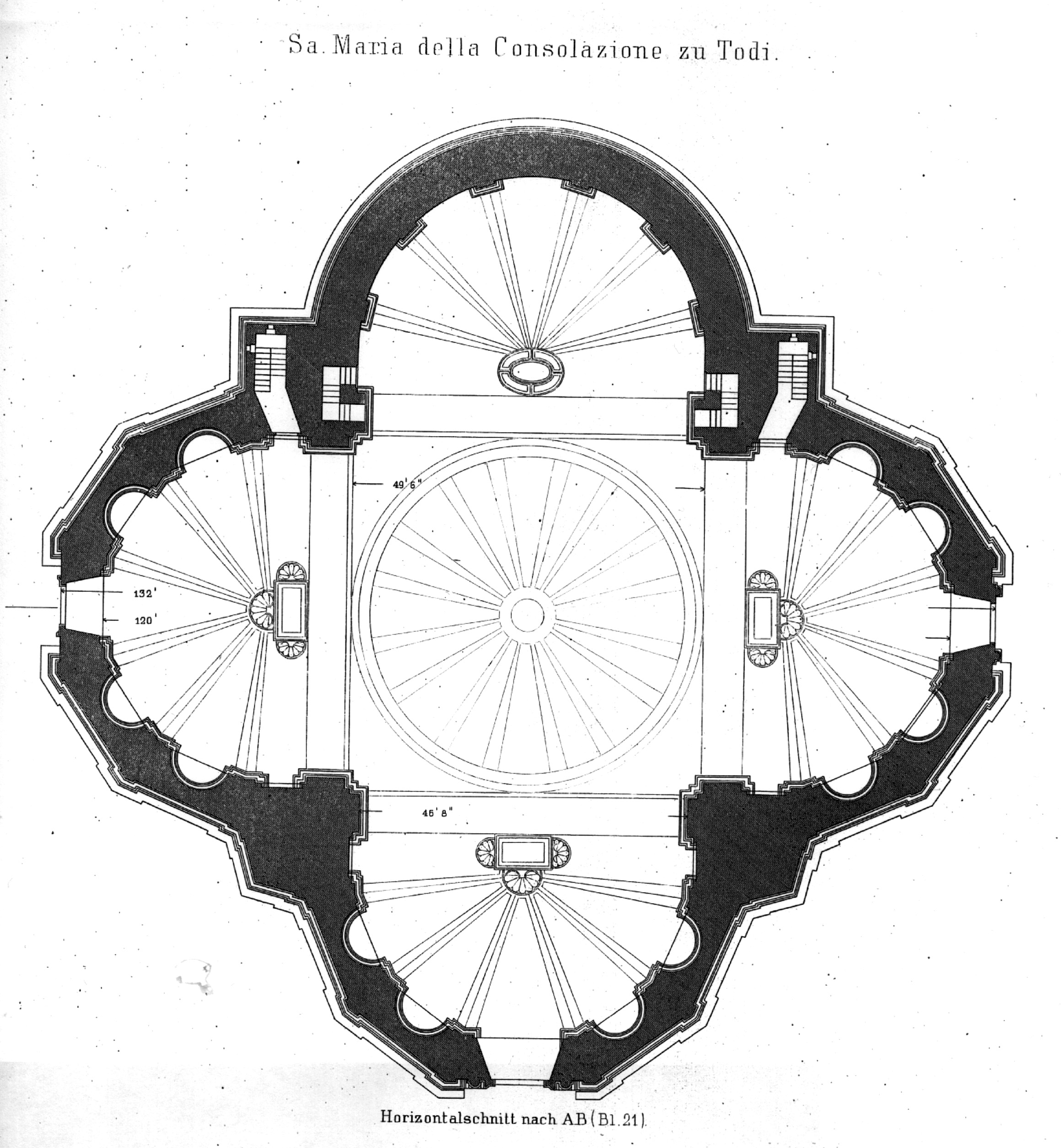
Церковь Санта-Мария делла Консолационе. План
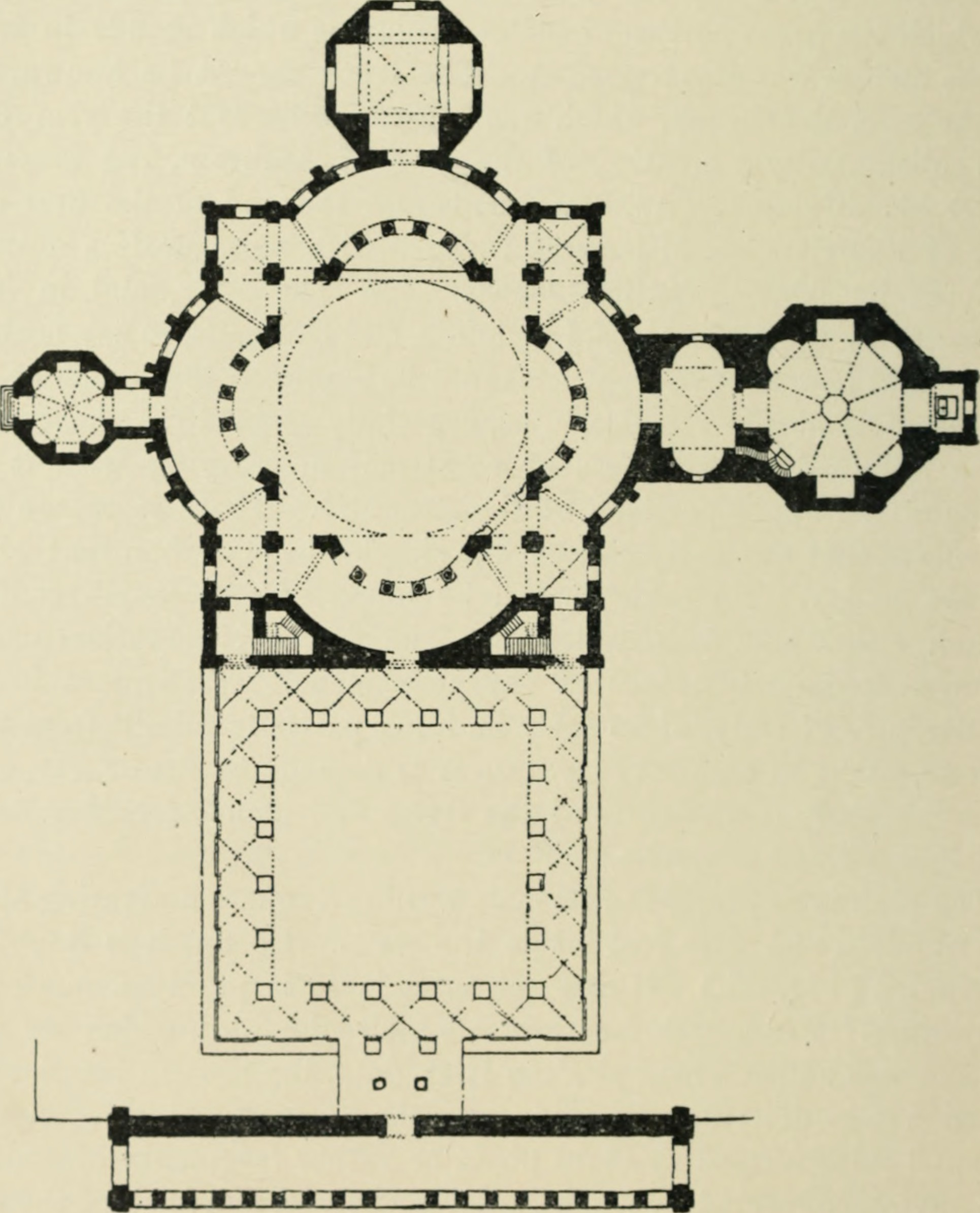
Базилика Сан-Лоренцо Маджоре в Милане. План. Конец IV — начало V в.
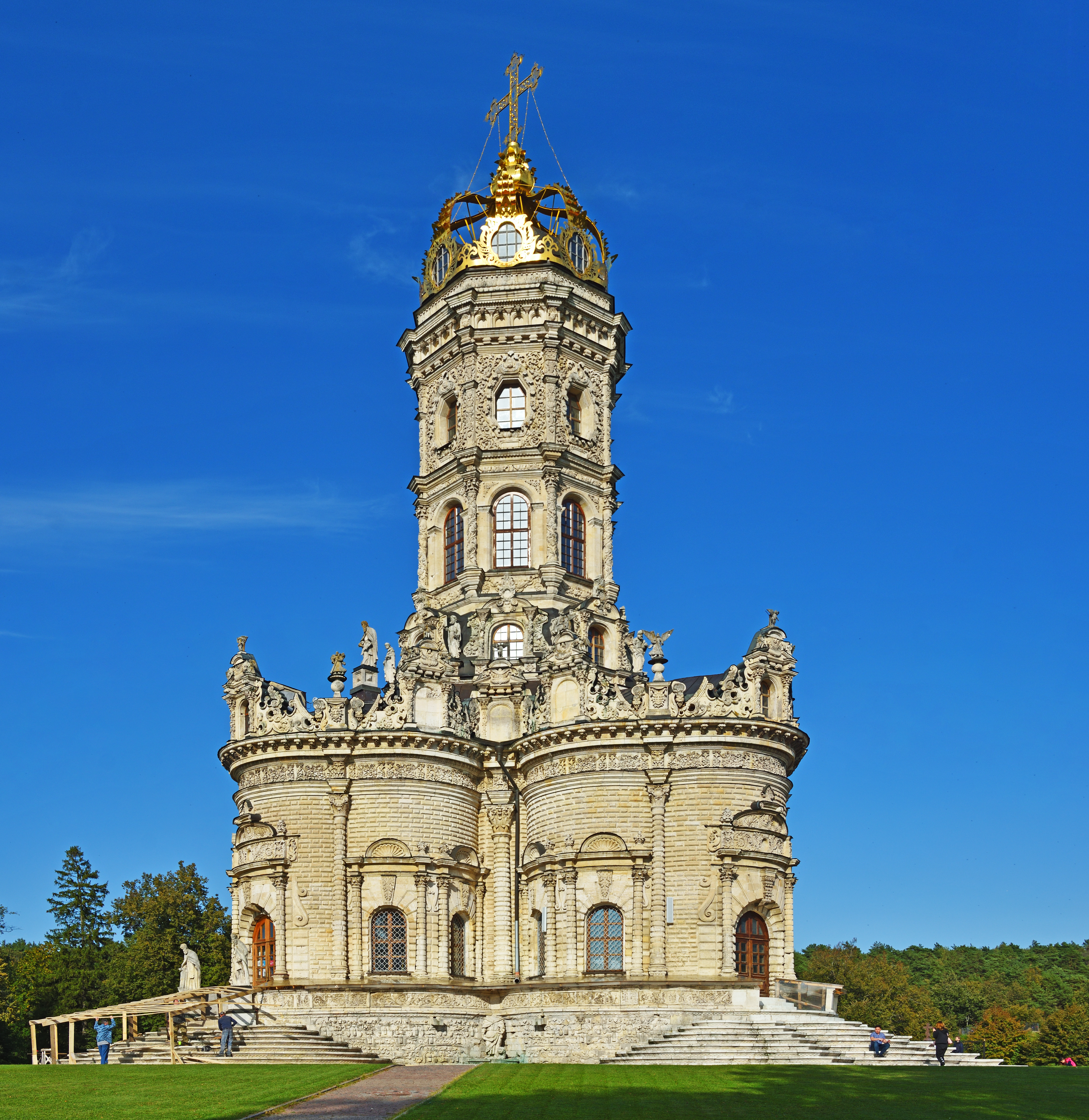
Знаменская церковь в Дубровицах. 1690—1704
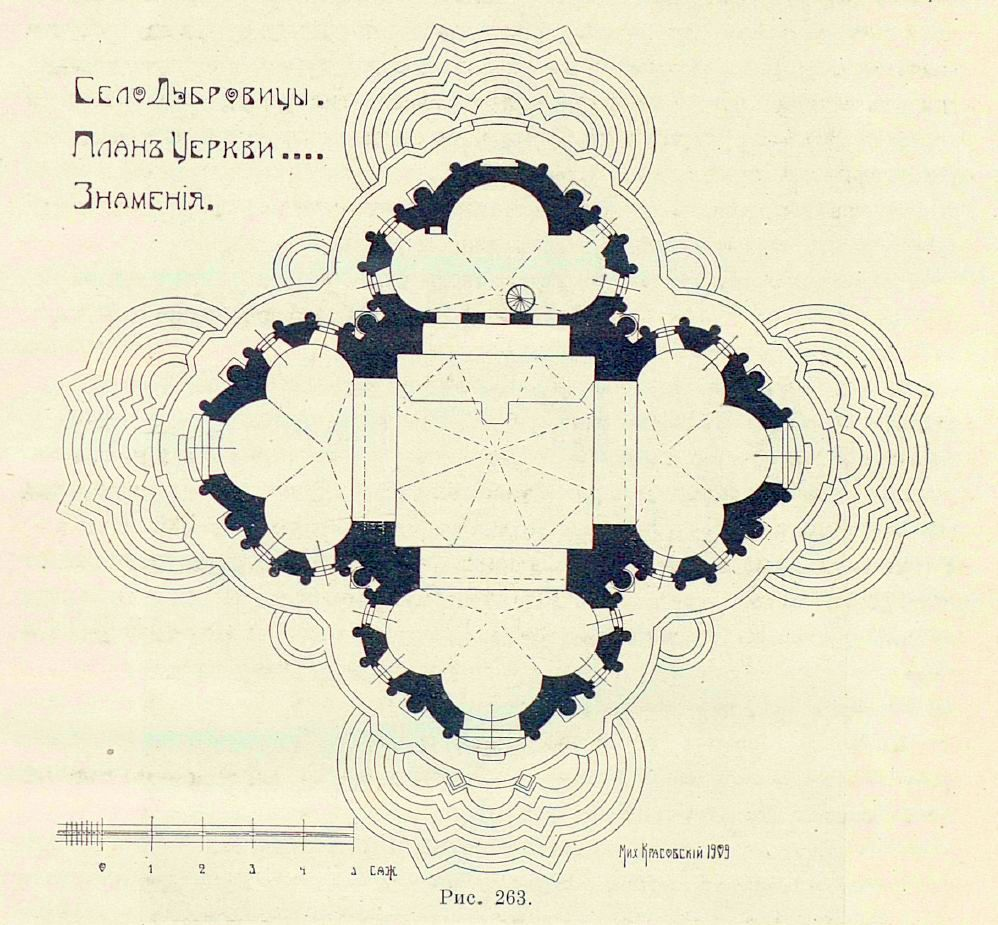
Церковь Знамения в Дубровицах. План. Чертёж М. В. Красовского. 1909
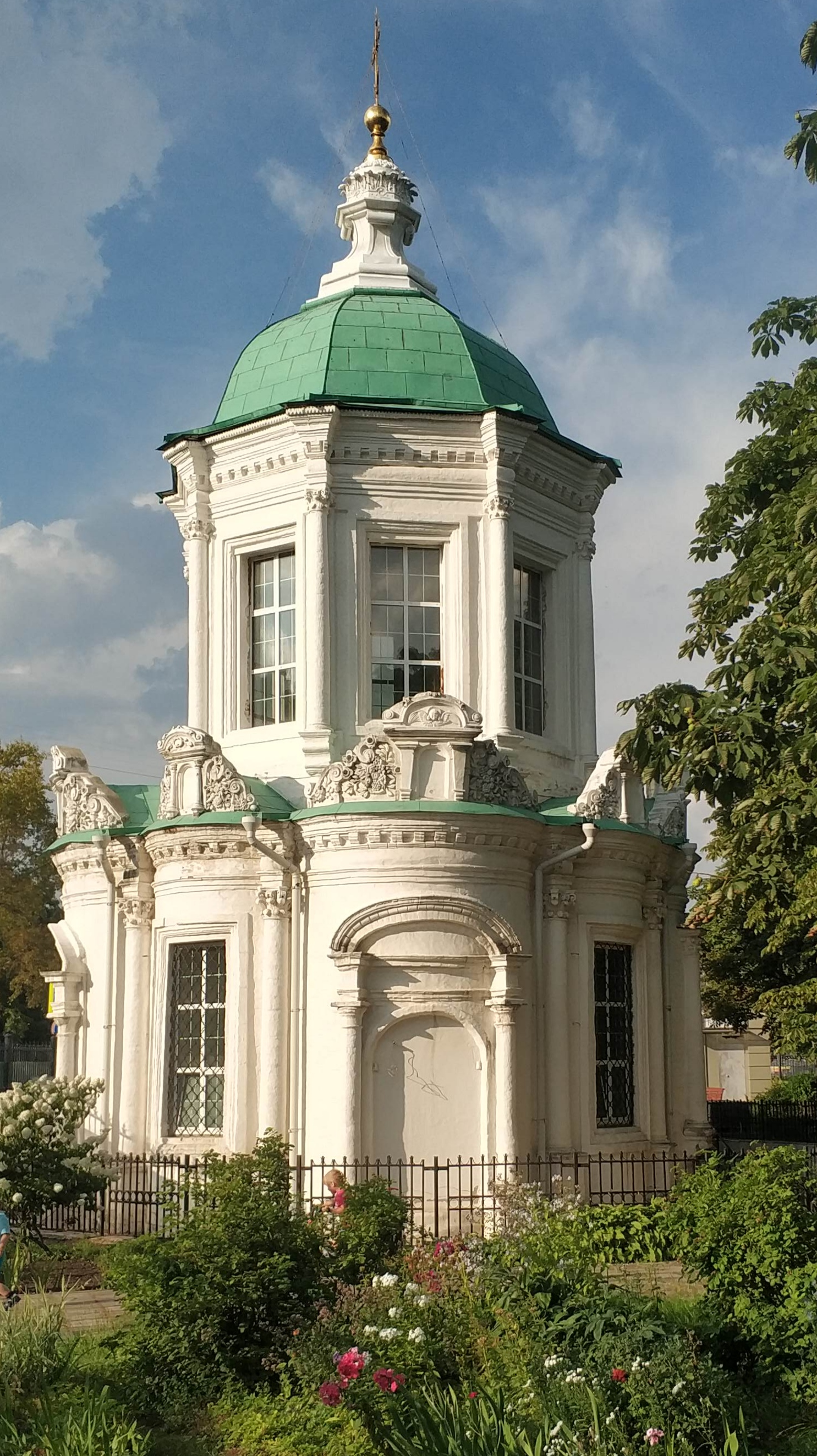
Церковь Знамения в Перове. 1690—1708
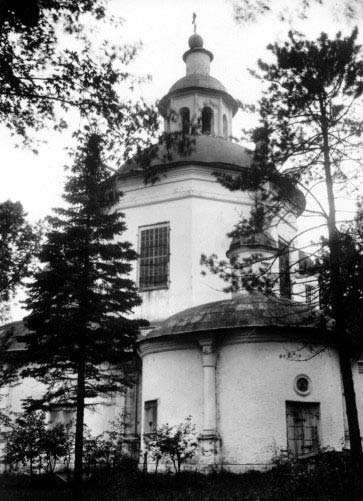
Успенская церковь в Петрове-Дурневе. 1684—1688

## Исследования
В связи с сохранившимся в источниках упоминании об освящении собора Высоко-Петровского монастыря в 1690 году и проводившимися в то время в монастыре Нарышкиными строительными работами (обитель была их фамильной усыпальницей) в науке долгое время считалось, что собор Высоко-Петровского монастыря датируется концом 1680-х годов.
Проведённые в конце 1960-х годов исследования Б. П. Дедушенко позволили установить, что в центре Москвы в значительной степени сохранился памятник нехарактерной для Руси ренессансной архитектуры, построенный в 1510-х годах итальянцем Алевизом.
В 1976 году было предположено, что архитектор Алевиз Новый являлся и автором собора Петра митрополита в Высоко-Петровском монастыре (Версия Л. А. Беляева о том, что это открытие сделал в 1960-е годы Б. П. Дедушенко, ошибочна. В 1976 году Дедушенко опубликовал статью о соборе, в которой написал следующее: «Внешний вид его (алевизовского собора) чрезвычайно отличается от ныне существующего, которое целиком построено из кирпича второй половины XVII в.». Прочитавший свежую статью Дедушенко каменщик Александр О., выученик Петра Барановского, объяснил архитектору-исследователю его ошибку).
В 1984 году была проведена очистка здания начала XVI века от барочных наслоений с закладыванием оконных проёмов.
В результате раскопок, проведённых в 2016 году во время очередной реставрации монастыря, удалось обнаружить древний колодец и фундаменты бывших строений. По примитивным капителям в итальянском стиле, сохранившимся под надгробной плитой, удалось предположительно датировать начало строительства первого каменного собора 1512 годом